# Quartetto Italiano
Das Quartetto Italiano war ein italienisches Streichquartett.

## Werdegang
Vier junge italienische Musikstudenten schlossen sich gegen Kriegsende 1945 zu einem Streichquartett zusammen: Paolo Borciani und Elisa Pegreffi, erste respektive zweite Violine, Lionello Forzanti, Bratsche, und Franco Rossi am Cello. Sie kamen aus verschiedenen Städten Italiens. Und obwohl die damaligen Verkehrsverhältnisse ihre ersten Zusammenkünfte erschwerten, hielten die jungen Musiker zusammen und trafen sich regelmäßig, noch vor Abschluss ihres Musikstudiums, zum gemeinsamen Musizieren. Als sie schließlich zu ersten Konzertauftritten an die Öffentlichkeit traten, nannten sie sich zunächst Nuovo Quartetto Italiano.
Das neue Quartett wurde in Italien schnell bekannt. 1947 verließ Forzanti das Quartett. Mit Piero Farulli an der Viola erhielt es seine endgültige Gestalt. In diesem Jahr gastierten sie zum ersten Mal in England. Es folgten Tourneen durch Frankreich, Spanien, Skandinavien, Holland und Deutschland. 1951 gab es die erste Einladung zu Konzerten in den USA. Einige Monate vor der Abreise änderte das Ensemble seinen Namen und nannte sich fortan Quartetto Italiano.
Es folgten über drei Jahrzehnte gemeinsamen Musizierens, immer in der gleichen, 1947 gefundenen Formation. Nur in den letzten Jahren kam es 1977 nochmals mit Dino Asciolla zu einer Neubesetzung, der wiederum an Farullis Stelle trat. Mit dem Tod des Primarius Paolo Borciani im Jahre 1985 löste sich das Quartetto Italiano auf.

## Die Mitglieder des Quartetts
- Paolo Borciani (1922–1985), 1. Violine
- Elisa Pegreffi (1922–2016), 2. Violine
- Piero Farulli (1920–2012), Viola von 1947 bis 1977
- Franco Rossi (1921–2006), Violoncello

Einzige Umbesetzungen an der Viola:
- Lionello Forzanti (1913–2009) von 1945 bis 1947
- Dino Asciolla (1920–1994) von 1977 bis 1980

## Aufnahmen und Auszeichnungen
Neben zahllosen Konzertauftritten in der ganzen Welt kam es auch zu vielen Plattenaufnahmen. Die erste Einspielung galt Debussy und fand 1946 in der Schweiz für die Telefunken statt. Schon 1948 wechselten sie zu Decca, 1953 nahm sie dann Columbia unter Vertrag, und schließlich blieben sie von 1965 bis zu ihrer letzten Aufnahme 1979 bei Philips. 
Das Repertoire des Quartetto Italiano reichte von Quartett-Arrangements von Kompositionen des italienischen Barock (in den 50er Jahren) über Luigi Boccherini und den Schwerpunkt Wiener Klassik bis zur Gesamtaufnahme der Quartettwerke Anton Weberns. Außer den Quartetten Debussys und Ravels nahmen sie Schuberts Streichquartett Nr. 13 „Rosamunde“ und den „Quartettsatz“ (D 703) gleich dreimal im Laufe der Jahre auf.
Viele der Plattenaufnahmen des Quartetto Italiano wurden preisgekrönt, so 1966 einen Diapason d’or und den Preis der deutschen Schallplattenkritik für eine Einspielung mit Schuberts Streichquartetten Nr. 10 D 87 und dem „Rosamunde“-Quartett Nr. 13 D 804 (die ausnahmsweise bei der Concert Hall Society erschien). Für ihre Aufnahme der Quartette Brahms’ und Schumanns erhielten sie 1972 ein zweites Mal den Preis der deutschen Schallplattenkritik, einen niederländischen Premio Edison und den französischen Grand Prix des Discophiles. Für ihre dritte Aufnahme des „Rosamunde“-Quartetts wurden sie mit einem weiteren Edison-Preis ausgezeichnet.

### Diskographie (Auswahl)
- The Early Recordings (1946-1952) (Amadeus, 7-CD-Box, 2009)
- Debussy, Ravel – Streichquartette (Philips, 1966, 1987)
- Beethoven – Die Streichquartette (Philips, 10-CD-Kompilation mit Aufnahmen von 1967 bis 1975, 1996)
- Schubert – Die Letzten vier Quartette (Philips Duo, 2-CD-Komp., 1995 und 2010)
- Brahms, Schumann – Streichquartette op. 67 und op. 41/2 (Philips, 1971)
- Anton Webern  – Sämtliche Werke für Streichquartett (Philips, 1970, 1990)
- Mozart – Sämtliche Streichquartette (Philips; Decca "Collectors Edition" 2013 mit 8 CDs)